# IC 1322
IC 1322 је спирална галаксија у сазвјежђу Јарац која се налази на листи објеката дубоког неба у Индекс каталогу.
Деклинација објекта је - 15° 13' 40" а ректасцензија 20h 30m 8,4s. Привидна величина (магнитуда) објекта IC 1322 износи 14,1 а фотографска магнитуда 14,9. IC 1322 је још познат и под ознакама NPM1G -15.0537, IRAS 20273-1523, PGC 64822.